# Kraszewice (Łódź)
Pour les articles homonymes, voir Kraszewice.
Kraszewice (prononciation [kraʂɛˈvit͡sɛ]) est un village de la gmina de Masłowice, du powiat de Radomsko, dans la voïvodie de Łódź, situé dans le centre de la Pologne.
Il se situe à environ 5 kilomètres (km) au sud de Masłowice (siège de la gmina), 24 kilomètres à l'est de Radomsko (siège du powiat) et 83 kilomètres au sud de la capitale régionale Łódź (capitale de la voïvodie).
Sa population s'élève à 427 habitants.

## Administration
De 1975 à 1998, le village était attaché administrativement à l'ancienne voïvodie de Piotrków.

Depuis 1999, il fait partie de la nouvelle voïvodie de Łódź.